# Băuțar
Băuțar – wieś w Rumunii, w okręgu Caraș-Severin, w gminie Băuțar. W 2011 roku liczyła 1356 mieszkańców. 